# الصندوق المشترك لموظفي الأمم المتحدة للتقاعد
الصندوق المشترك لموظفي الأمم المتحدة للتقاعد (UNJSPF) هو صندوق يوفر معاشات التقاعد والوفاة والعجز في الأمم المتحدة والمزايا الأخرى ذات الصلة لموظفي الأمم المتحدة والمنظمات الأخرى المقبولة في عضوية الصندوق. إن الصندوق المشترك للمعاشات التقاعدية لموظفي الأمم المتحدة هو خطة استحقاقات محددة من قبل صاحب عمل متعددة ويحكمها مجلس المعاشات التقاعدية لموظفي الأمم المتحدة (UNJSPB)، ولجنة المعاشات التقاعدية للموظفين لكل منظمة عضو، وأمانة للمنتسبين ولكل لجنة مماثلة لهما.

## خدمات
تم إنشاء الصندوق المشترك للمعاشات التقاعدية لموظفي الأمم المتحدة بموجب قرار الجمعية العامة للأمم المتحدة 248 (III) (الصادر في ديسمبر 1948) والذي دخل حيز التنفيذ في 23 يناير 1949 مما جعله خطة تقاعد دائمة. اليوم يخدم 23 منظمة عضو، مع 128262 مشارك نشط وحوالي 75000 المتقاعدين في ما يقرب من 200 دولة. تصرف مدفوعاتها بـ 15 عملة، بما في ذلك الدولار
```
واليورو والكرونة والروبية.
[
1
]
 بلغ عدد المزايا الممنوحة خلال عام 2016 12،322.
[
2
]
```

## الاستثمارات
اعتبارًا من عام 2018، بلغت القيمة السوقية للصندوق 64 مليار دولار، تم استثمار حوالي 1.5 مليار دولار منها في 24 شركة متداولة في البورصة. أكبر استثمار للصندوق هو 210 مليون دولار في أسهم شركة شل .